# NGC 6327
NGC 6327 est une lointaine galaxie elliptique compacte située dans la constellation d'Hercule. Sa vitesse par rapport au fond diffus cosmologique est de 10 746 ± 2 km/s, ce qui correspond à une distance de Hubble de 158,5 ± 11,1 Mpc (∼517 millions d'al). NGC 6327 a été découverte par l'astronome français Édouard Stephan en 1876.